# Horpin
Horpin (ukr. Горпин) – wieś w obwodzie lwowskim, w rejonie lwowskim (do 2020 roku w rejonie kamioneckim) na Ukrainie.
W II Rzeczypospolitej gmina wiejska. Od 1 sierpnia 1934 r., w ramach reformy scaleniowej stała się częścią gminy Żelechów Wielki w powiecie kamioneckim.
17 sierpnia 1928 roku odbyły się na cmentarzu wojskowym w Horpinie obchody ku czci pochowanych tam 128 polskich obrońców poległych w bojach z bolszewickim najeźdźcą.
W kwietniu 1944 nacjonaliści ukraińscy z OUN-UPA zamordowali tutaj 31 Polaków.
17 sierpnia 2013 w pobliżu wsi odbyło się uroczyste odsłonięcie pomnika polskich ochotników, poległych 18 sierpnia 1920 w walkach z bolszewicką konnicą Budionnego.

## Położenie
Według Słownika geograficznego Królestwa Polskiego i innych krajów słowiańskich: Horpin to wieś w powiecie Kamionka Strumiłowa, położona 12,2 km na południe od Kamionki Strumiłowej.